# Los siete locos y los lanzallamas
Los siete locos y los lanzallamas es una serie de televisión argentina de 2015 producida y transmitida por la TV Pública. Es una adaptación que combina las novelas clásicas Los siete locos y Los lanzallamas, ambas de Roberto Arlt. El argumento fue adaptado y escrito por Ricardo Piglia, mientras que el guion fue escrito por Leonel D'Agostino. Fue dirigida por Fernando Spiner y Ana Piterbarg. 
La serie estuvo protagonizada por los actores Diego Velázquez, Carlos Belloso, Pablo Cedrón, Daniel Hendler, Belén Blanco, Daniel Fanego, Julieta Zylberberg y Marcelo Subiotto. Y estuvieron en papeles de reparto Fabio Alberti, Leonor Manso, Pompeyo Audivert y Claudio Rissi. Fue estrenada el 21 de abril de 2015. La serie consta de 30 episodios de alrededor de media hora de duración.

## Sinopsis
Remo Augusto Erdosain (Diego Velázquez) es un inventor fracasado que se siente desesperado por la falta de dinero y oportunidades para crecer laboralmente, por lo que decide unirse a una sociedad secreta que pretende cambiar el orden social de Argentina mediante una cruel y ambiciosa revolución de aspiraciones fascistas, ideada por el misterioso hombre conocido como El Astrólogo (Carlos Belloso).

## Elenco

### Principal
- Diego Velázquez como Remo Augusto Erdosain
- Carlos Belloso como El astrólogo
- Pablo Cedrón como Barsut
- Daniel Hendler como Fischbein
- Belén Blanco como Elsa
- Daniel Fanego como El rufián melancólico
- Julieta Zylberberg como Hipólita
- Marcelo Subiotto como Bromberg

### Secundario
- Fabio Alberti como Ergueta
- Leonor Manso como La abuela bizca
- Pompeyo Audivert como El buscador de oro
- Claudio Rissi como El mayor
- Martín Slipak como El abogado
- Moro Anghileri como Aurora
- Luis Ziembrowski como El secretario de redacción
- William Prociuk como Jesús

### Invitados
- Darío Levy como Guadli
- Cachi Bratoz como El contador
- Paco Gorriz como Hijo de Gualdi
- María Inés Aldaburu como Sara Ergueta
- Sergio Calvo Atilio Ergueta
- Natalia Pelayo como Virginia Ergueta
- Rosario Bléfari como Emilia Ergueta
- Ana María Castel como La madama
- Fabián Arenillas
- Martín Cutino como Empleado judicial
- Marcelo Saltal como Cliente muerto
- Horacio Costa como El lungo

## Premios y nominaciones
| Lista de premios y nominaciones | Lista de premios y nominaciones         | Lista de premios y nominaciones        | Lista de premios y nominaciones    | Lista de premios y nominaciones | Lista de premios y nominaciones | Lista de premios y nominaciones |
| Año                             | Organización                            | Categoría                              | Nominado/a (s)                     | Resultado                       | Ref(s)                          |                                 |
| ------------------------------- | --------------------------------------- | -------------------------------------- | ---------------------------------- | ------------------------------- | ------------------------------- | ------------------------------- |
| 2015                            | Premios Martín Fierro                   | Mejor Ficción Diaria                   | Los siete locos y los lanzallamas  | Nominado                        | [ 3 ]                           |                                 |
| 2015                            | Premios Martín Fierro                   | Mejor Actor en Unitario y/o Miniserie  | Daniel Fanego                      | Nominado                        | [ 3 ]                           |                                 |
| 2015                            | Premios Martín Fierro                   | Mejor Actriz en Unitario y/o Miniserie | Julieta Zylberberg                 | Nominada                        | [ 3 ]                           |                                 |
| 2015                            | Premios Martín Fierro                   | Mejor Actriz en Unitario y/o Miniserie | Leonor Manso                       | Nominada                        | [ 3 ]                           |                                 |
| 2015                            | Premios Martín Fierro                   | Mejor Actor de Ficción Diaria          | Diego Velázquez                    | Nominado                        | [ 3 ]                           |                                 |
| 2015                            | Premios Martín Fierro                   | Mejor Actriz de Ficción Diaria         | Belén Blanco                       | Nominada                        | [ 3 ]                           |                                 |
| 2015                            | Premios Martín Fierro                   | Mejor Autor / Libretista               | Ricardo Piglia y Leonel D'Agostino | Nominados                       | [ 3 ]                           |                                 |
| 2015                            | Premios Martín Fierro                   | Mejor Director                         | Ana Piterbarg y Fernando Spiner    | Nominados                       | [ 3 ]                           |                                 |
| 2016                            | Premios Fund TV                         | Mejor Ficción Diaria                   | Los siete locos y los lanzallamas  | Nominado                        | [ 4 ]                           |                                 |
| 2016                            | Premios Nuevas Miradas en la Televisión | Mejor Ficción                          | Los siete locos y los lanzallamas  | Ganador                         | [ 5 ] [ 6 ]                     |                                 |
| 2016                            | Premios Nuevas Miradas en la Televisión | Mejor Actor                            | Diego Velázquez                    | Nominado                        | [ 5 ] [ 6 ]                     |                                 |
| 2016                            | Premios Nuevas Miradas en la Televisión | Mejor Actriz                           | Belén Blanco                       | Nominada                        | [ 5 ] [ 6 ]                     |                                 |
| 2016                            | Premios Nuevas Miradas en la Televisión | Mejor Posproducción                    | Los siete locos y los lanzallamas  | Nominado                        | [ 5 ] [ 6 ]                     |                                 |
| 2016                            | Premios Nuevas Miradas en la Televisión | Mejor Guion                            | Ricardo Piglia y Leonel D'Agostino | Nominados                       | [ 5 ] [ 6 ]                     |                                 |
| 2016                            | Premios Nuevas Miradas en la Televisión | Mejor Equipo de Dirección              | Ana Piterbarg y Fernando Spiner    | Ganadores                       | [ 5 ] [ 6 ]                     |                                 |
| 2016                            | Premios Nuevas Miradas en la Televisión | Mejor Equipo de Producción             | Productores                        | Ganadores                       | [ 5 ] [ 6 ]                     |                                 |
| 2016                            | Premios Nuevas Miradas en la Televisión | Mejor Dirección de Arte                | Juan Mario Roust                   | Nominado                        | [ 5 ] [ 6 ]                     |                                 |
| 2016                            | Premios Nuevas Miradas en la Televisión | Mejor Diseño de Sonido                 | Octavio Morelli y Hernán Ruiz      | Nominado                        | [ 5 ] [ 6 ]                     |                                 |